# سيرهي هونتشار
سيرهي هونتشار (بالأوكرانية: Гончар Сергій Миколайович) مواليد 3 يوليو 1970 في روفنو، الجمهورية الأوكرانية السوفيتية الاشتراكية، الاتحاد السوفيتي، هو دراج أوكراني سابق في صنف سباق الدراجات على الطريق. سبق أن شارك في دورة الألعاب الأولمبية الصيفية.

## سجل النتائج

### سباقات أو مراحل فاز بها
- طواف فرنسا
- بطولة العالم لسباق الدراجات على الطريق
- طواف سويسرا
- طواف إيطاليا

### المراكز
- حقق المركز الـ 10 في طواف إيطاليا 1998
- حقق المركز الـ 7 في طواف إيطاليا 1999
- حقق المركز الـ 9 في طواف إيطاليا 2000
- حقق المركز الـ 4 في طواف إيطاليا 2001
- حقق المركز الـ 8 في طواف إيطاليا 2003
- حقق المركز الـ 2 في طواف إيطاليا 2004
- حقق المركز الـ 6 في طواف إيطاليا 2005

## روابط خارجية
- سيرهي هونتشار على موقع الاتحاد الدولي للدراجات (الإنجليزية)
- سيرهي هونتشار على موقع أرشيف الدراجات (الإنجليزية)
- سيرهي هونتشار على موقع إحصائيات الدراجات الإحترافية (الإنجليزية)
- سيرهي هونتشار على موقع نسبة الدراجات (الإنجليزية)
- سيرهي هونتشار على موقع CycleBase (الإنجليزية)
- سيرهي هونتشار على موقع أوليمبيديا (الإنجليزية)